# Jolanda Cools
Jolanda Cools (Roosendaal, 30 augustus 1966) is een Nederlands wielrenster, geboren te Roosendaal.
Haar wielercarrière kende twee perioden: van 1985 tot en met 1991 en van 2001 tot en met 2006.  
Ze won in 1987 zilver op de Nederlands kampioenschap wielrennen op de weg  verreden in Geulle (Limburg) In 2003 behaalde ze haar grootste resultaat door goud te winnen bij het Nederlands kampioenschap tijdrijden, Leontien v Moorsel en Mirjam Melchers stonden met haar op het podium.  
Verder behaalde ze vele overwinningen en podiumplaatsen in zowel Nederlandse als buitenlandse wedstrijden waaronder het jongeren klassement in 'Tour de Aquitain' in 1987.  
Ze reed in haar carrière voor de ploegen Treslong/Burnham met ploegleider Egbert vt Oever, Piet de Wit Snacks, Ton v Bemmelen Sport en @Work.  
Sinds 1988 reed ze meerdere malen in het Oranje voor de Nationale Selectie zoals Tour de L'Aude, Ronde v Noorwegen, Tour of Texas en Tour de France.  
Na haar sportieve carrière heeft ze als ploegleidster van RSC de Zuidwesthoek (Dura Vermeer Cycling Team) een bijdrage geleverd aan het doorstromen van een aantal talenten naar UCI teams zoals Lucinda Brand, Thalita de Jong en Rotem Gafinovitz  